# Volvox globator
Espèce
Volvox globator est une espèce d’algues vertes unicellulaires biflagellées de la famille des Volvocaceae.